# Olbalbal
Olbalbal ist ein Verwaltungsbezirk (Ward) des Distrikts Ngorongoro in der tansanischen Region Arusha.

## Geografie
Olbalbal liegt im Norden von Tansania etwa 140 Kilometer Luftlinie westnordwestlich von Arusha. Der Bezirk liegt nordwestlich des Ngorongoro-Kraters in der Ngorongoro Conservation Area, die von einer staatlichen Behörde verwaltet wird. Das Land besteht großteils aus einer Hochebene in rund 1500 Meter Seehöhe und erstreckt sich vom Ngorongoro-Krater im Südosten bis zur Grenze nach Simiyu im Westen. Die Grenze im Süden bildet die Nationalstraße T17.
Der Bezirk grenzt im Norden an Piyaya, im Osten an Malambo und Alailelai, im Südosten an Nainokanoka, im Süden an Ngoile und Enduleni und im Westen an den Distrikt Itilima der Region Simiyu. Das Gebiet ist 1636 Quadratkilometer groß und bei der Volkszählung 2022 lebten hier 7740 Menschen in 1879 Haushalten.

## Gliederung
Olbalbal besteht aus einer Gemeinde (Mtaa) mit zwei Orten (Kitongoji):
| Meshil - Meshil - Ngurumaan |

## Wirtschaft und Infrastruktur
- Gesundheit: Im Bezirk gibt es eine staatliche Apotheke.[8]
- Verkehr: Im Süden von Olbalbal verläuft die nicht asphaltierte Nationalstraße T17, die in Makuyni im Osten auf die T5 nach Arusha trifft und nach Westen durch den Serengeti-Nationalpark nach Musoma am Victoriasee führt.[9]

## Sehenswürdigkeiten
- Olduvai-Schlucht: Diese 50 Kilometer lange und bis zu 90 Meter tiefe Schlucht wurde 1959 als Teil der Ngorongoro Conservation Area zum UNESCO-Welterbe erklärt. Sie wird als „Wiege der Menschheit“ bezeichnet, da hier 1,8 bis 2 Millionen alte Fossilien und Steinwerkzeuge von frühen Verwandten des anatomisch modernen Menschen gefunden wurden.[10][11][12]